# Opération élémentaire
En algèbre linéaire, les opérations élémentaires sur une famille de vecteurs sont des manipulations algébriques qui ne modifient pas les propriétés d'indépendance linéaire, ni le sous-espace vectoriel engendré. Elles sont faciles à décrire sous forme de code et permettent l'écriture d'algorithmes, par exemple pour le calcul du rang. Les opérations élémentaires sont au nombre de trois : échange (transposition), multiplication d'un des vecteurs par un scalaire non nul (dilatation), et ajout d'un des vecteurs à un autre (transvection).
L'écriture matricielle facilite grandement l'utilisation des algorithmes. Elle apporte également la possibilité de travailler sur les systèmes de vecteurs colonnes ou de vecteurs lignes. Les opérations élémentaires s'interprètent comme des multiplications par des matrices élémentaires. Par application systématique d'opérations élémentaires bien choisies, il est possible de transformer une matrice en une autre plus simple (par exemple, une matrice de forme échelonnée). Suivant les opérations admises, il existe ainsi plusieurs théorèmes de réduction par utilisation d'opérations élémentaires, qui s'interprètent matriciellement comme des propriétés de factorisation.

## Opérations élémentaires sur une famille de vecteurs
Soit {\displaystyle (x_{i})_{i\in I}} une famille de vecteurs d'un espace vectoriel E. Les opérations élémentaires sur cette famille de vecteurs sont :
- la multiplication d'un des vecteurs par un scalaire non nul ;
- l'ajout d'un multiple d'un des vecteurs de la famille à un autre ;
- l'échange de deux vecteurs.

Le rang de la famille et le sous-espace vectoriel engendré sont invariants par opérations élémentaires.
Exemple
{\displaystyle {\rm {Vect}}(u,v,w)={\rm {Vect}}(u,v,w-2u)={\rm {Vect}}(u,v,w-2u+v)={\rm {Vect}}(u,3v,w-2u+v)={\rm {Vect}}(3v,w-2u+v,u)}.

## Opérations élémentaires sur des matrices

### Codage
Une matrice à n lignes et p colonnes peut être vue comme un système de n vecteurs lignes, ou un système de p vecteurs colonnes. Les opérations élémentaires sur l'un ou l'autre des systèmes peuvent être décrites en utilisant les lettres L pour les lignes, C pour les colonnes, suivies de l'indice.
Ainsi, {\displaystyle L_{2}\leftarrow 3L_{2}} est l'opération « remplacer la ligne 2 par 3 fois la ligne 2 », c'est-à-dire multiplier la deuxième ligne par 3.
De même, {\displaystyle C_{2}\leftarrow C_{2}-3C_{1}} est l'opération « ajouter –3 fois la colonne 1 à la colonne 2 ».
Enfin, l'échange de la première ligne avec la troisième s'écrit {\displaystyle L_{1}\leftrightarrow L_{3}}.

### Effet
Opérer sur les lignes ou les colonnes conduit à des résultats assez proches, puisque toute opération sur les lignes d'une matrice A peut être considérée comme une opération sur les colonnes de sa matrice transposée.
Les opérations élémentaires sur les colonnes ne changent pas le rang de la matrice. Elles ne modifient pas non plus l'espace image de A.
Les opérations élémentaires sur les lignes ne modifient pas le rang non plus, et préservent le noyau de A.
Si A est une matrice carrée, le déterminant est, lui, modifié par l'échange de lignes ou de colonnes (qui transforme le déterminant en son opposé) ou par la multiplication d'une ligne ou d'une colonne par un scalaire (qui multiplie le déterminant par le même scalaire).

### Interprétation multiplicative
À chaque opération élémentaire est associée une matrice élémentaire telle que multiplier A à gauche par cette matrice donne le même effet que l'opération.
| Code de l'opération                          | Matrice élémentaire E                                               | {\displaystyle A={\begin{pmatrix}L_{1}\\L_{2}\\L_{3}\end{pmatrix}}}         |
| {\displaystyle L_{1}\leftrightarrow L_{2}}   | {\displaystyle {\begin{pmatrix}0&1&0\\1&0&0\\0&0&1\\\end{pmatrix}}} | {\displaystyle EA={\begin{pmatrix}L_{2}\\L_{1}\\L_{3}\end{pmatrix}}}        |
| {\displaystyle L_{3}\leftarrow 5L_{3}}       | {\displaystyle {\begin{pmatrix}1&0&0\\0&1&0\\0&0&5\end{pmatrix}}}   | {\displaystyle EA={\begin{pmatrix}L_{1}\\L_{2}\\5L_{3}\end{pmatrix}}}       |
| {\displaystyle L_{3}\leftarrow L_{3}+5L_{2}} | {\displaystyle {\begin{pmatrix}1&0&0\\0&1&0\\0&5&1\end{pmatrix}}}   | {\displaystyle EA={\begin{pmatrix}L_{1}\\L_{2}\\L_{3}+5L_{2}\end{pmatrix}}} |

Opérer sur les lignes d'une matrice A revient donc à la multiplier à gauche par une matrice inversible, produit de matrices élémentaires.
De même, opérer sur les colonnes de A revient à la multiplier à droite par une matrice inversible.

## Échelonnement
L'échelonnement est un procédé d'opération sur les lignes des matrices qui conduit à une matrice échelonnée. Il est utile pour le calcul de rangs ou de déterminants et la résolution de systèmes linéaires.
Théorème d'échelonnement — Par des opérations élémentaires sur les lignes, toute matrice peut être transformée en une matrice échelonnée. Par conséquent, toute matrice A peut s'écrire sous la forme A = PE, où P est une matrice inversible et E une matrice échelonnée.

### Action à gauche du groupe linéaire
La méthode peut être poursuivie pour obtenir un résultat d'existence et d'unicité. Par opérations élémentaires, toute matrice peut être transformée en une matrice échelonnée réduite, c'est-à-dire une matrice échelonnée dans laquelle les pivots valent 1 et sont surmontés par des 0. Une telle décomposition est alors unique.
Le vocabulaire des actions de groupe permet de rendre compte de la situation. Le groupe linéaire {\displaystyle \mathrm {GL} _{p}(K)} des matrices inversibles d'ordre p agit à gauche par translation sur {\displaystyle \mathrm {M} _{p,q}(K)}. Chaque orbite pour cette action contient une unique matrice échelonnée réduite.